# Ryan Mendes
Ryan Mendes da Graça (* 8. Januar 1990 auf Fogo) ist ein kapverdischer Fußballspieler.

## Karriere

### Vereine
In seiner Jugend spielte Mendes da Graça in seiner kapverdischen Heimat Fußball. 2007 wurde er bei einem Turnier in Gonfreville-l’Orcher bei Le Havre entdeckt. Ein Jahr später wechselte er zum Le Havre AC, der damals in der ersten französischen Liga spielte. Im ersten Jahr absolvierte er allerdings lediglich ein Spiel, der Verein stieg 2009 ab. Nebenbei wurde er auch in der zweiten Mannschaft eingesetzt. In der zweiten Liga wurde er mit der Zeit zum Stammspieler und erzielte in der Saison 2011/12 dreizehn Tore in 34 Spielen. Im Sommer 2012 wechselte er zum Erstdivisionär OSC Lille.

### Nationalmannschaft
Am 11. August 2010 lief Mendes da Graça bei der 0:1-Niederlage in einem Freundschaftsspiel gegen den Senegal erstmals für die Nationalmannschaft der Kapverden auf. Bei einem 2:1-Sieg gegen Simbabwe am 8. Oktober 2011 erzielte er sein erstes Tor für das Nationalteam.

## Erfolge
Sharjah FC
- Meister der Vereinigten Arabischen Emirate: 2018/19
- UAE Arabian Gulf Super Cup: 2019